# Stephan Eberharter
Stephan Eberharter (* 24. března 1969, Brixlegg, Rakousko) je bývalý rakouský lyžař. Specializoval se na klouzavé disciplíny, sjezd a super-G.
Zvítězil v obřím slalomu na olympiádě v Salt Lake City v roce 2002, v super-G tehdy získal stříbro a ve sjezdu bronz. Stříbrnou olympijskou medaili má také z Nagana, kde ji v roce 1998 získal v obřím slalomu.
Třikrát se stal mistrem světa, z toho dvakrát v super-G (1991, 2003) a jednou v kombinaci (1991). Celkově startoval v 230 závodech Světového poháru, z nichž 29 vyhrál a 75krát skončil na stupních vítězů.

## Vítězství ve Světovém poháru
| Datum             | Místo                  | Disciplína  |
| ----------------- | ---------------------- | ----------- |
| 14. březen 1998   | Crans-Montana          | Obří slalom |
| 20. listopad 1998 | Park City              | Obří slalom |
| 27. listopad 1998 | Aspen                  | Super-G     |
| 27. únor 1999     | Ofterschwang           | Obří slalom |
| 25. listopad 2000 | Lake Louise            | Sjezd       |
| 3. březen 2001    | Kvitfjell              | Sjezd       |
| 7. prosinec 2001  | Val-d'Isère            | Super-G     |
| 8. prosinec 2001  | Val-d'Isère            | Sjezd       |
| 15. prosinec 2001 | Val Gardena            | Sjezd       |
| 12. leden 2002    | Wengen                 | Sjezd       |
| 18. leden 2002    | Kitzbühel              | Super-G     |
| 19. leden 2002    | Kitzbühel              | Sjezd       |
| 27. leden 2002    | Garmisch-Partenkirchen | Super-G     |
| 2. únor 2002      | St. Moritz             | Sjezd       |
| 3. únor 2002      | St. Moritz             | Obří slalom |
| 6. březen 2002    | Altenmarkt             | Sjezd       |
| 27. říjen 2002    | Sölden                 | Obří slalom |
| 30. listopad 2002 | Lake Louise            | Sjezd       |
| 1. prosinec 2002  | Lake Louise            | Super-G     |
| 7. prosinec 2002  | Beaver Creek           | Sjezd       |
| 14. prosinec 2002 | Val-d'Isère            | Sjezd       |
| 11. leden 2003    | Bormio                 | Sjezd       |
| 17. leden 2003    | Wengen                 | Sjezd       |
| 22. únor 2003     | Garmisch-Partenkirchen | Sjezd       |
| 13. březen 2003   | Kvitfjell              | Super-G     |
| 10. leden 2004    | Chamonix               | Sjezd       |
| 24. leden 2004    | Kitzbühel              | Sjezd       |
| 31. leden 2004    | Garmisch-Partenkirchen | Sjezd       |
| 6. březen 2004    | Kvitfjell              | Sjezd       |